# Multicar
Multicar ist eine Modellreihenbezeichnung für Nutzfahrzeuge der Hako GmbH, die im Zweigwerk in Waltershausen hergestellt werden. Das Unternehmen Multicar ist in Hako aufgegangen und damit Teil der Possehl-Gruppe. Multicar ist inzwischen die einzige noch existierende Kraftfahrzeugmarke aus der DDR.

## Geschichte

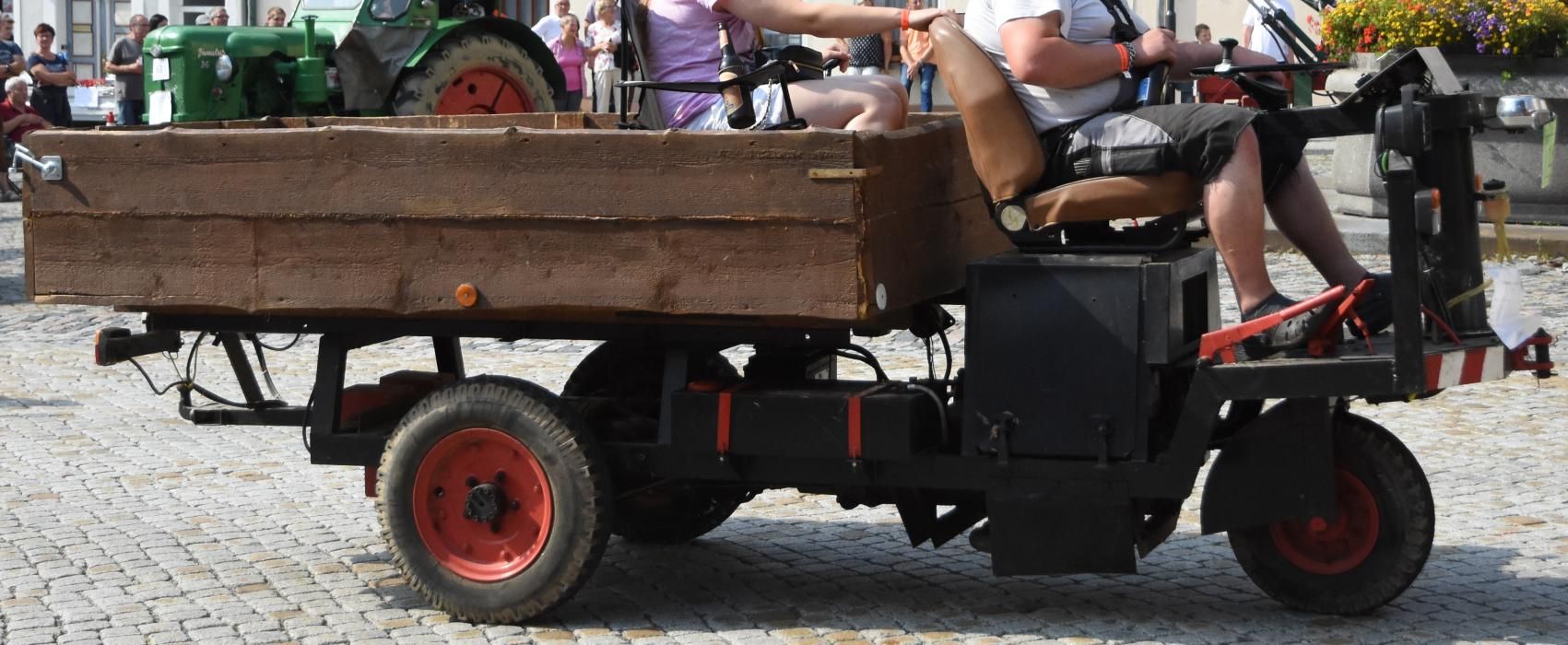
Firma ADE, heute Multicar Waltershausen, Lasten-Dreirad 1930er Jahre

Der Ingenieur Arthur Ade (1882–1957) und der Kaufmann Hermann Irrgang gründeten im Jahre 1920 in Hörselgau (Thüringen) das Unternehmen Maschinenfabrik Hörselgau Ade & Irrgang – kurz: ADE-Werke. Es wurden zunächst Stahlbänder für Vollgummireifen hergestellt, später landwirtschaftliche Geräte, Fahrzeuganhänger und Anhängerkupplungen für Lkw und Traktoren. Im Jahr 1926 wurde das Unternehmen in eine Aktiengesellschaft umgewandelt und der Betrieb nach Waltershausen verlegt. 1928 wurde der „ADE Expreß“ vorgestellt, ein Dreirad-Kleintransporter mit bis zu 750 kg Nutzlast sowie Motoren (ILO-Motorenwerke, Pinneberg) mit 6 bis 12 PS. Nach dem Zweiten Weltkrieg wurde 1946 die Produktion als Gerätebau Waltershausen wieder aufgenommen.
Im Jahr 1948 erhielt der Betrieb den Namen VEB Fahrzeugwerk Waltershausen, den er bis zu seiner Privatisierung 1991 trug. Die ursprüngliche Dieselameise DK 2002 (DK für Dieselkarre) wurde ab dem Jahre 1951 im VEB Brand-Erbisdorf hergestellt. Das Fahrzeug war für den Werkhoftransport ausgelegt, leistete 5,6 PS und die Lenkung erfolgte mittels Fußwippe im offenen Führerstand. 1956 wurde die Produktion der Diesel-Ameise DK 3 aufgenommen, welche zuvor in Ludwigsfelde bzw. Brand-Erbisdorf gebaut worden war. Das Fahrzeug gab es neben der Pritschenausführung auch schon als Muldenkipper und Dreiseitenkipper. 1958 wurde der erste Multicar produziert, der ebenfalls noch fußgelenkte M21, zunächst noch unter dem Namen DK 4, ab Dezember 1959 unter dem – mit Blick auf den internationalen Markt gewählten – Namen Multicar. Bis 1964 verließen 14.000 Stück die Werkhallen in Waltershausen. Die folgenden zehn Jahre liefen 42.500 Fahrzeuge der Baureihe M 22 vom Band.

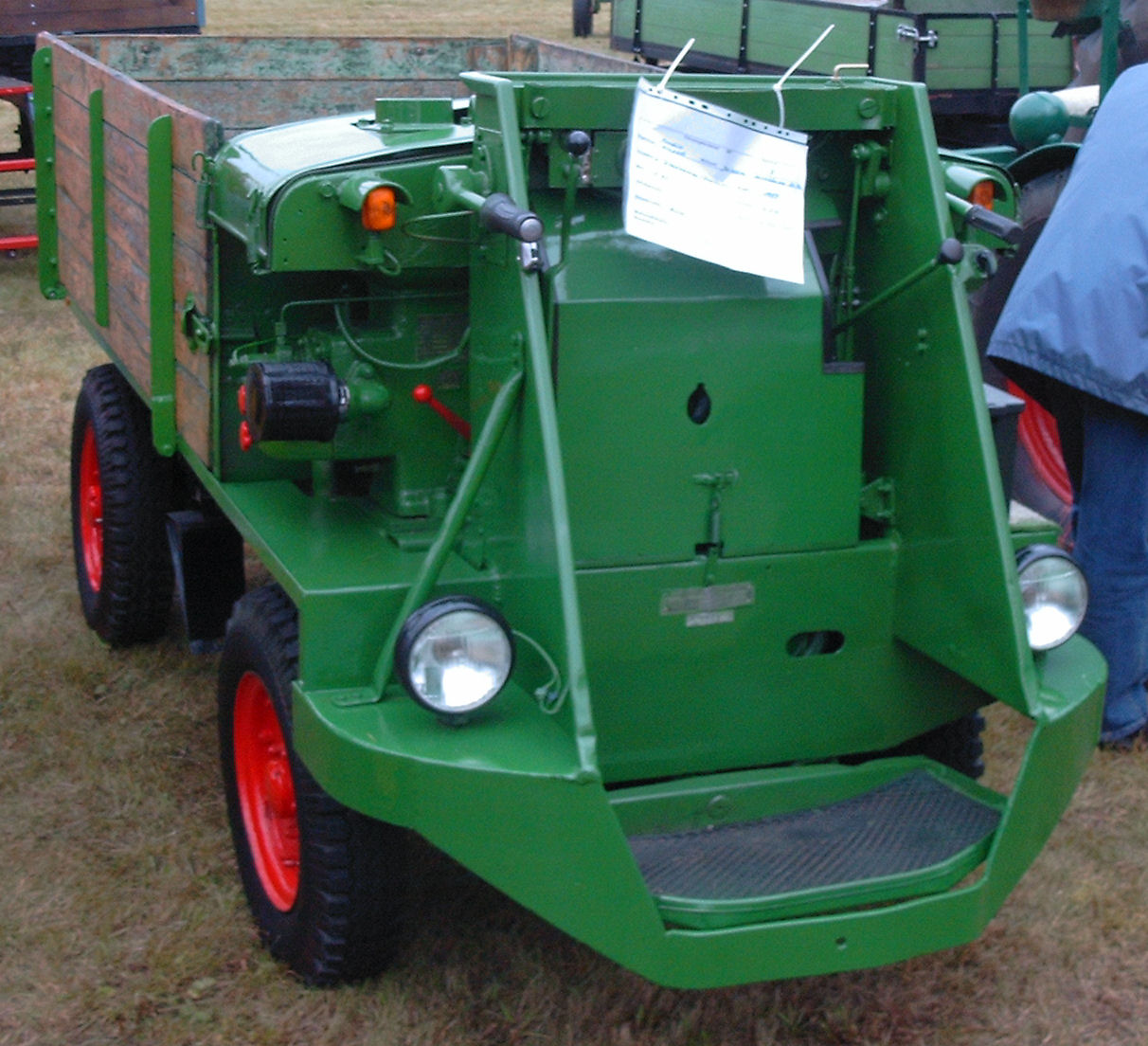
Diesel-Ameise DK3
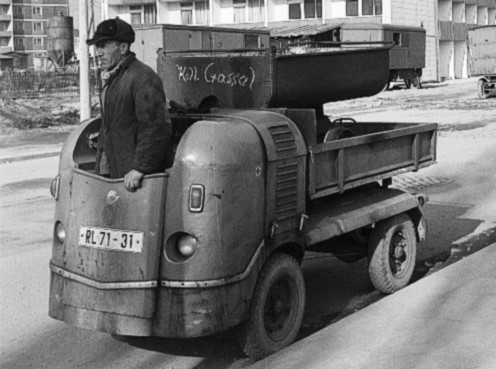
Multicar DK4 / M 21
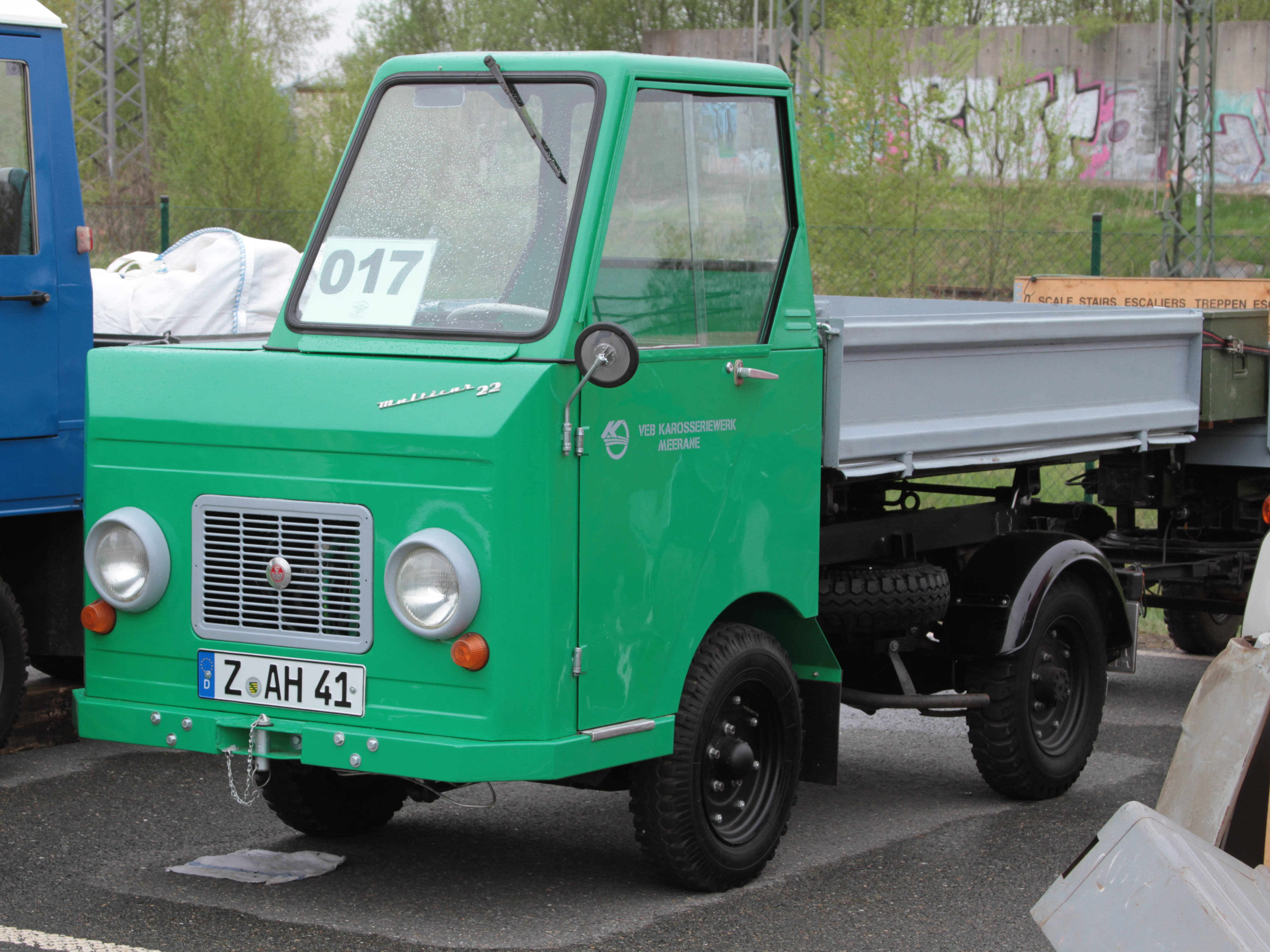
Multicar M 22

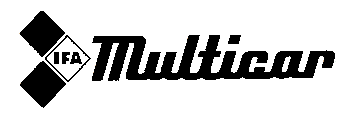
IFA Multicar Logo

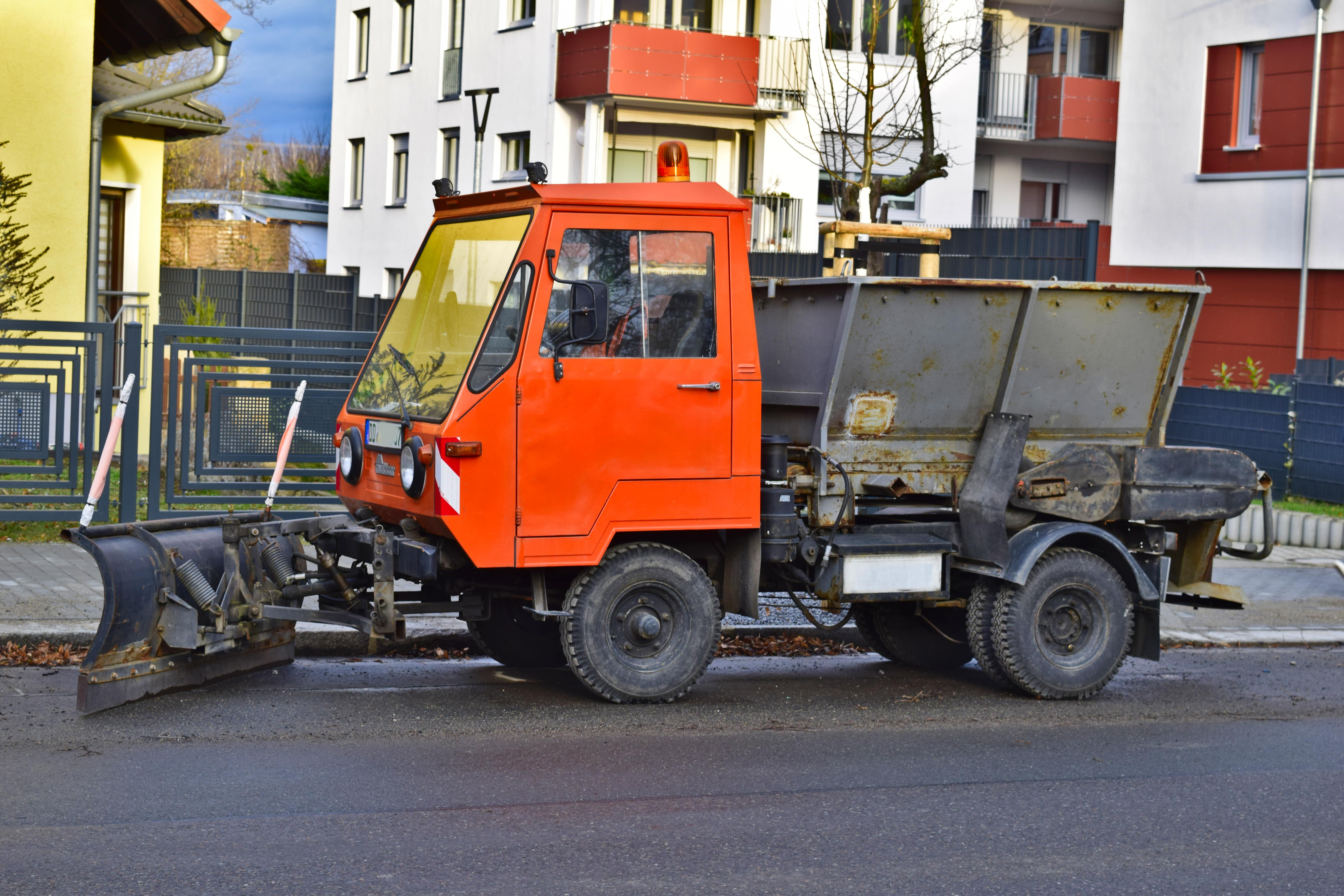
M 25 mit Schneeräumschild und Salzstreuer

Ab Ende der 1970er Jahre war der VEB Fahrzeugwerk Waltershausen Teil des IFA-Kombinats Nutzkraftwagen. Bis 1978 wurde der Nachfolger M 24 produziert, von dem 25.659 Exemplare (davon 48 % für den Export) das Werk verließen. Der M 25 war ein Exportschlager; 70 % der Fahrzeuge gingen in die Staaten des RGW und ins westliche Ausland. In Großbritannien entstand dabei in Zusammenarbeit mit Harsco-Permaquip ein Zweiwegefahrzeug. Die Produktion des M 25 wurde 1991 mit VW-Motor weitergeführt. Etwa 100.000 Stück wurden hergestellt. Im Jahr 1991 wurde das volkseigene Werk privatisiert. Entscheidende Triebkraft in der Wende- und Nachwendezeit war der ehemalige Direktor der Materialwirtschaft bei Multicar, Manfred Windus, der 1993 als Manager des Jahres ausgezeichnet wurde. Von 1993 bis 2010 wurde das Nachfolgemodell M 26 produziert.

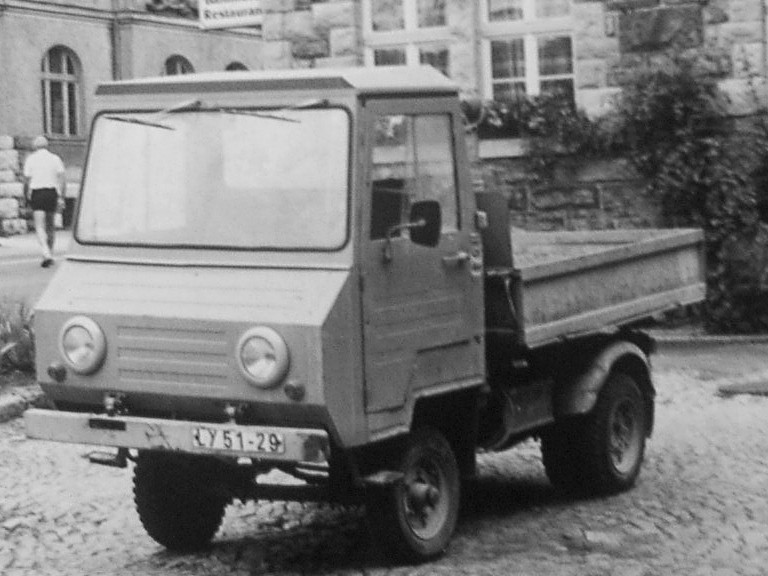
Multicar M 24
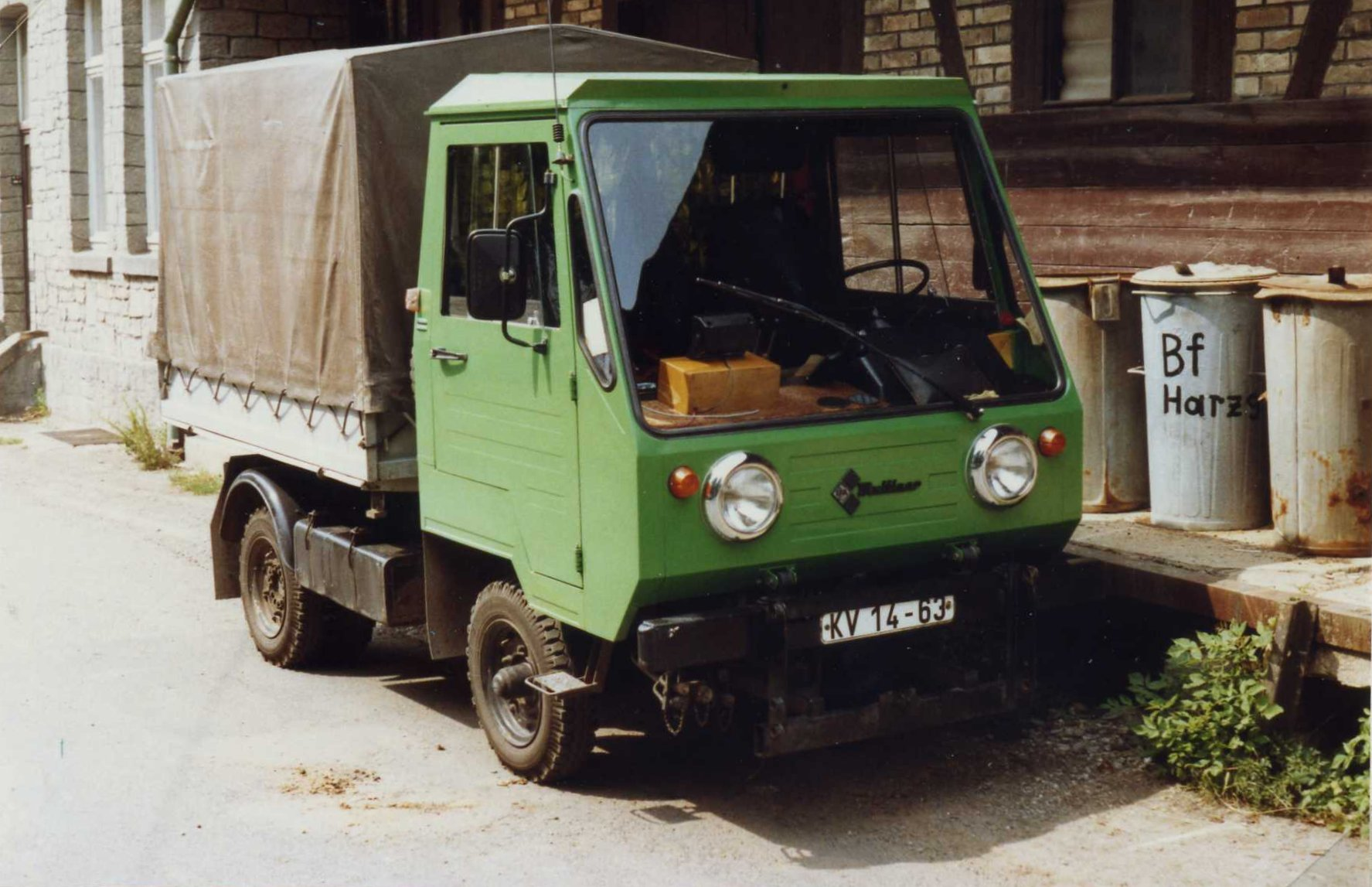
Multicar M 25 (Vorwende-Modell)
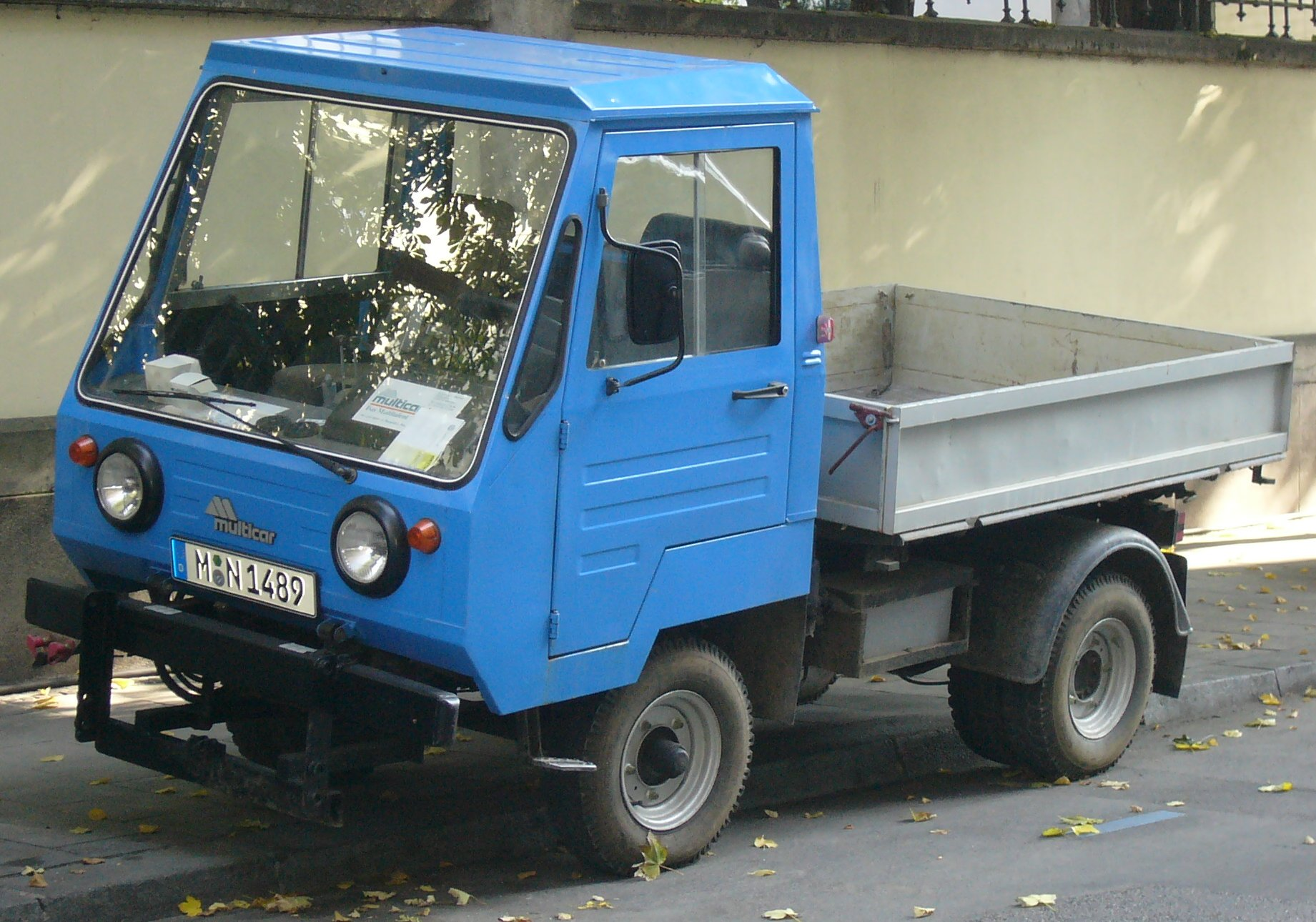
Multicar M 25 (Nachwende-Modell)
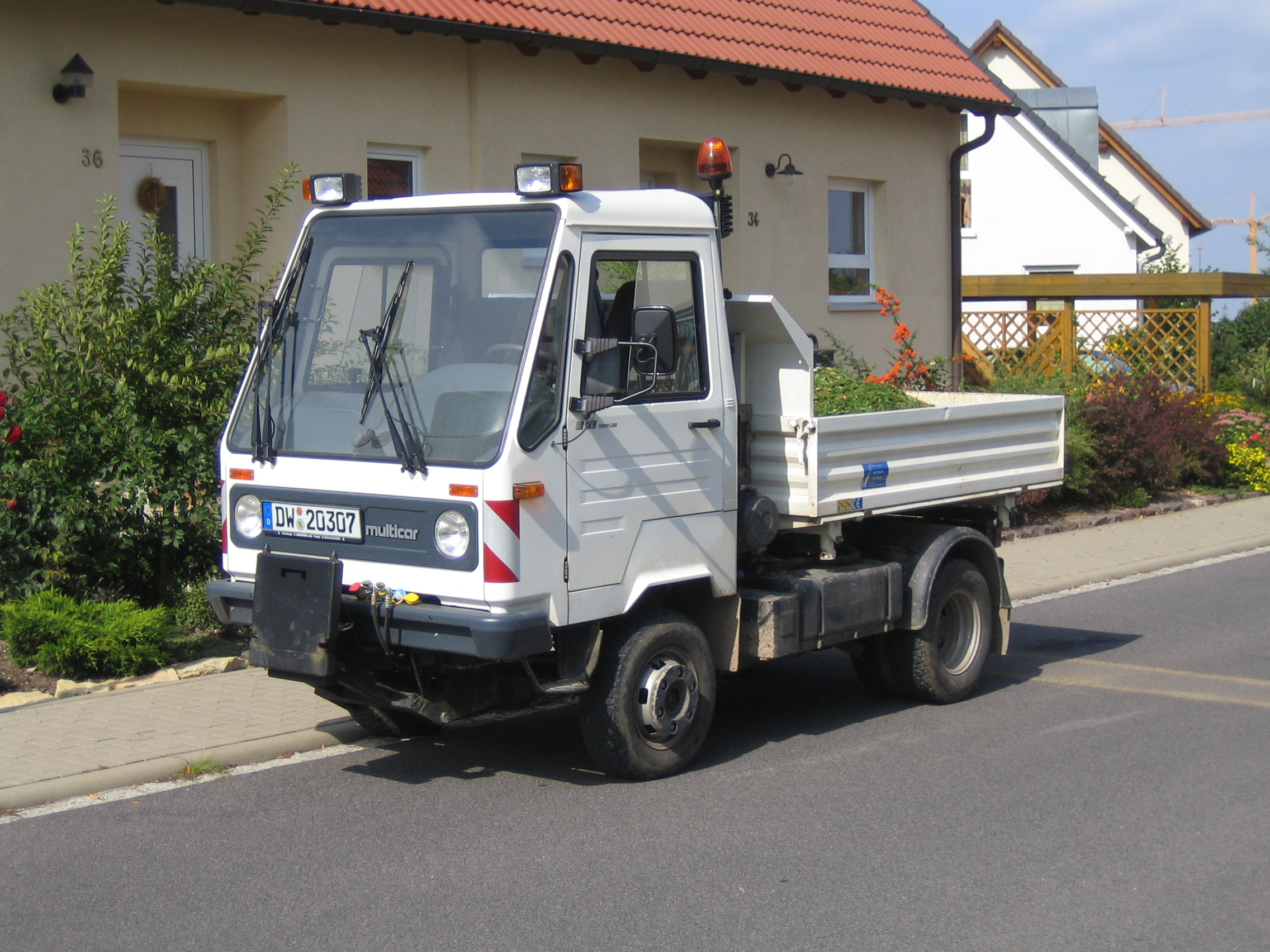
Multicar M 26
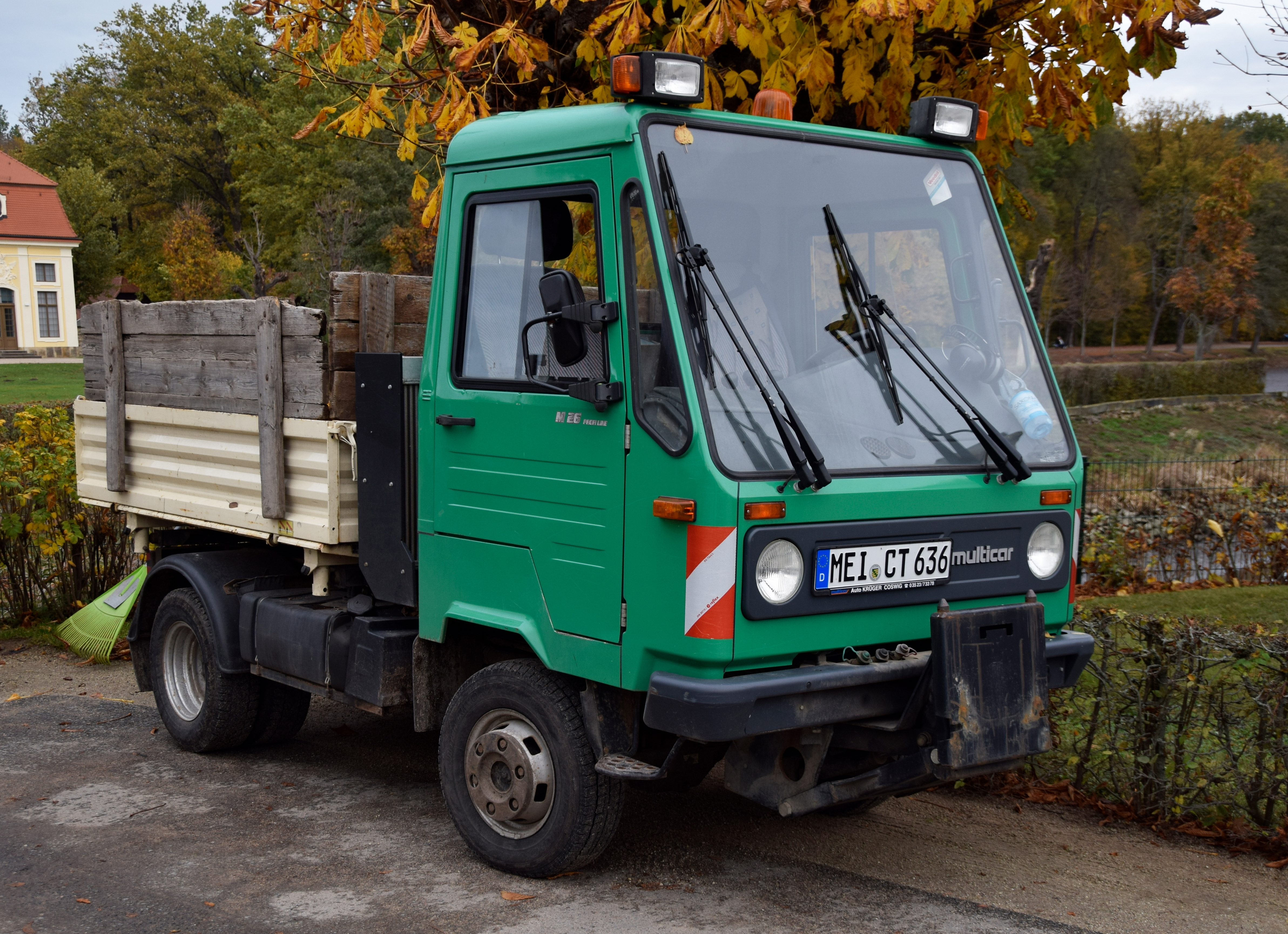
Multicar M 26 ProfiLine
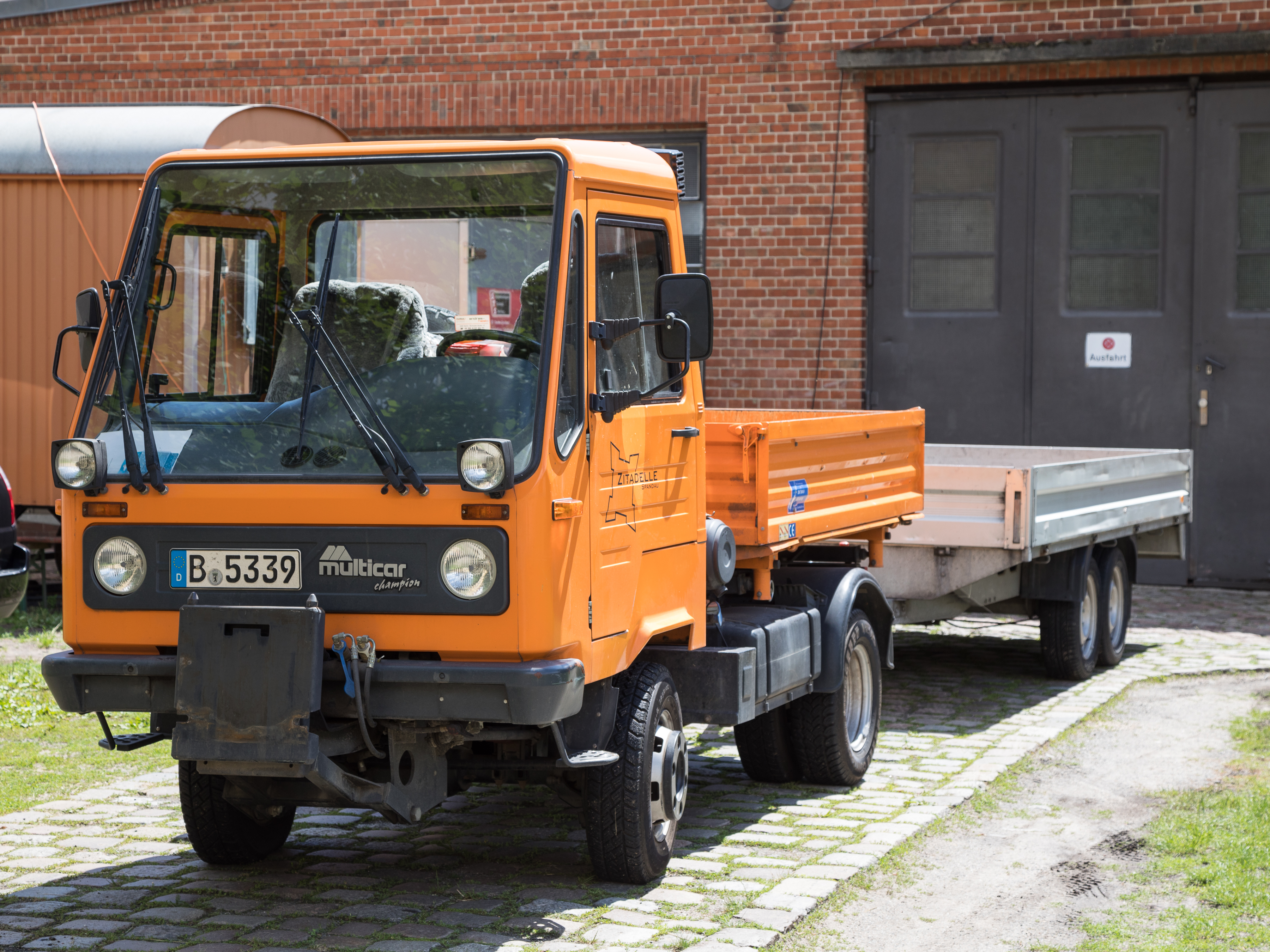
Multicar M 26 Champion

Die Hako-Werke übernahmen 1998 die Anteile der Deutschen Beteiligungsgesellschaft und wurden somit Mehrheitsgesellschafter. Die Produkte TREMO (vormals Kramer) und UX 100 (vormals Unimog 409) wurden in Waltershausen zusammengeführt. Im Jahr 2001 begann der Bau der neuen Reihe M30 Fumo (Funktion und Mobilität). In Kooperation mit Krauss-Maffei Wegmann wird seit 2004 das Spezialfahrzeug ESK Mungo für den Einsatz bei der Bundeswehr gefertigt. Bis 2009 war die Produktion von 396 Fahrzeugen vorgesehen. Trotz aufgetretener Mängel und entsprechender Kritik in der Truppe wurden 2009 und 2011 weitere Fahrzeuge bestellt.
2005 wurde das Unternehmen mit der Hako-Werke GmbH als übernehmendem Unternehmen verschmolzen, die Firma aufgelöst und Multicar war nur noch eine Marke von Hako. Seit Frühjahr 2013 wird Multicar nur noch als Produktreihe unter der Dachmarke Hako geführt. Die Produktpalette umfasst seit 2017 vier zivile Modelle: M27compact, M29, M31 und M31H.

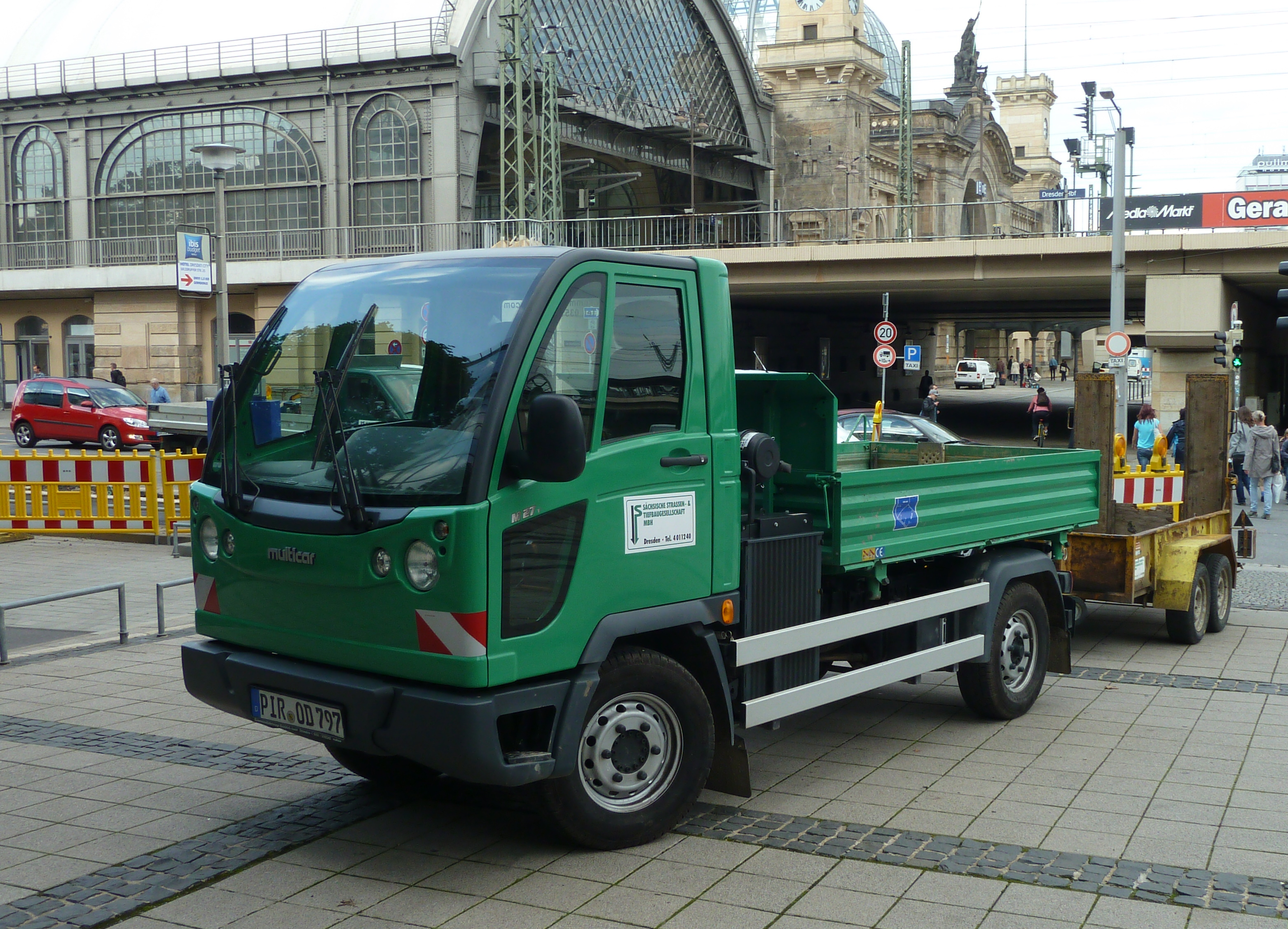
Multicar M 27
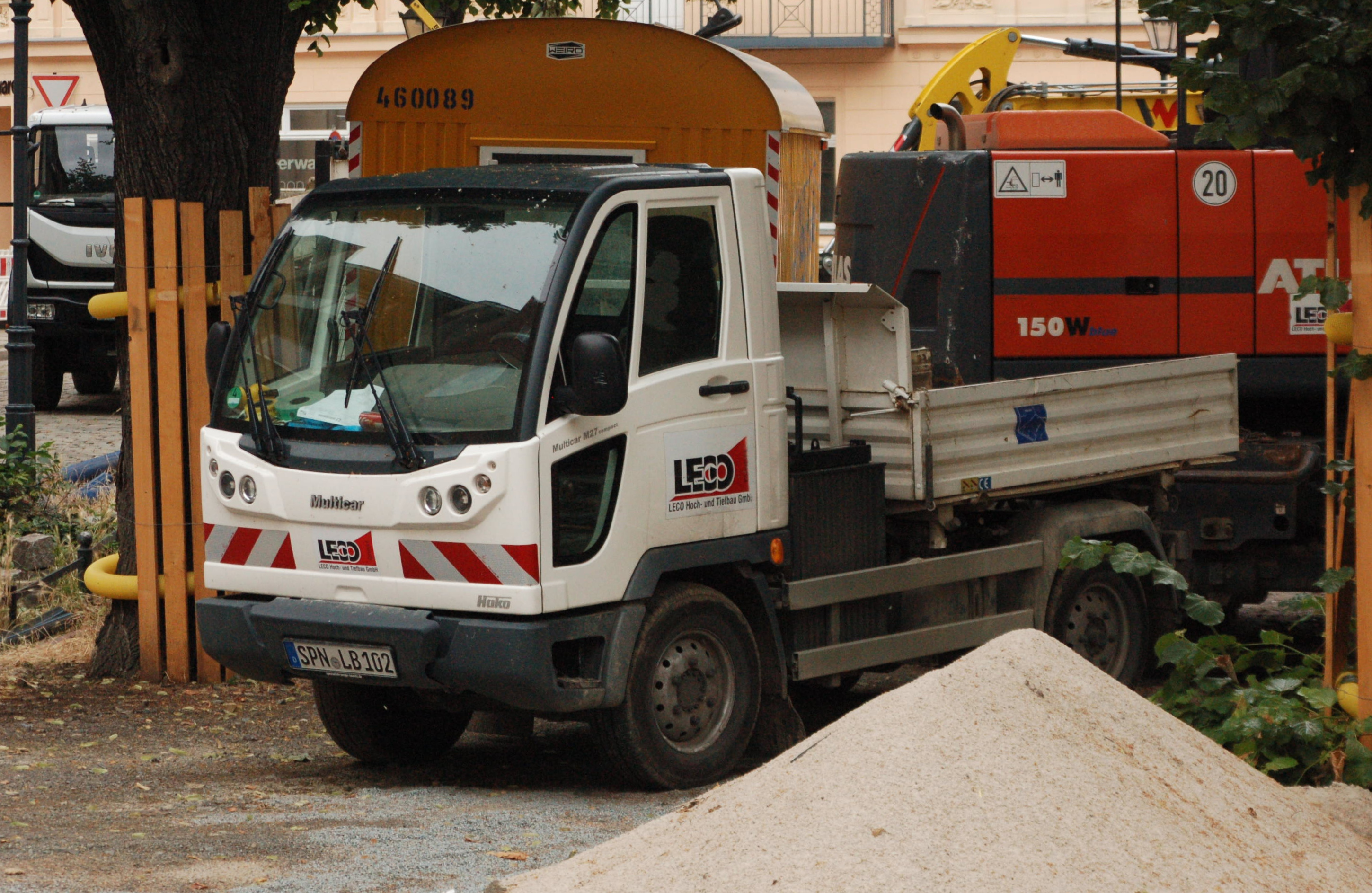
Multicar M 27 compact
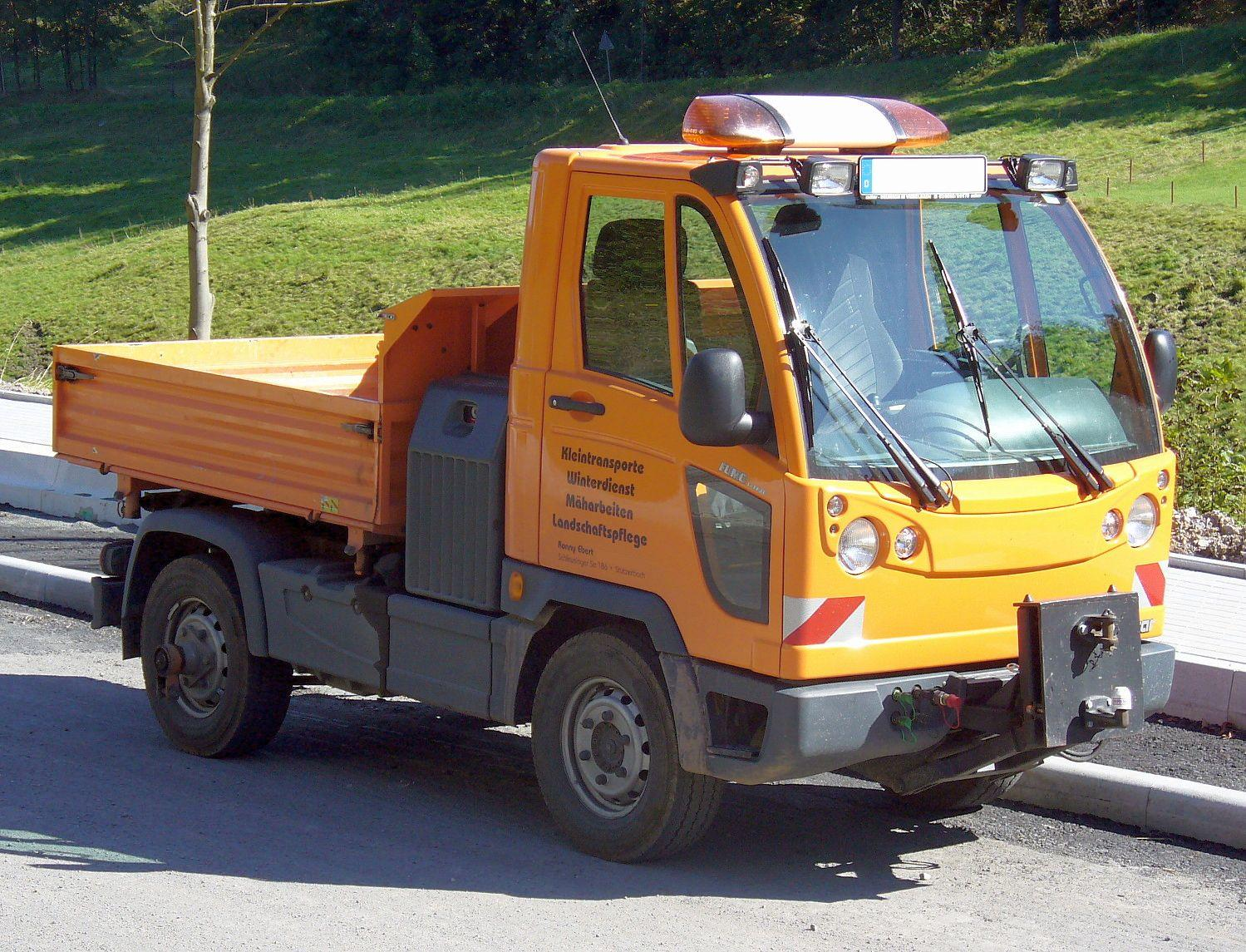
Multicar FUMO
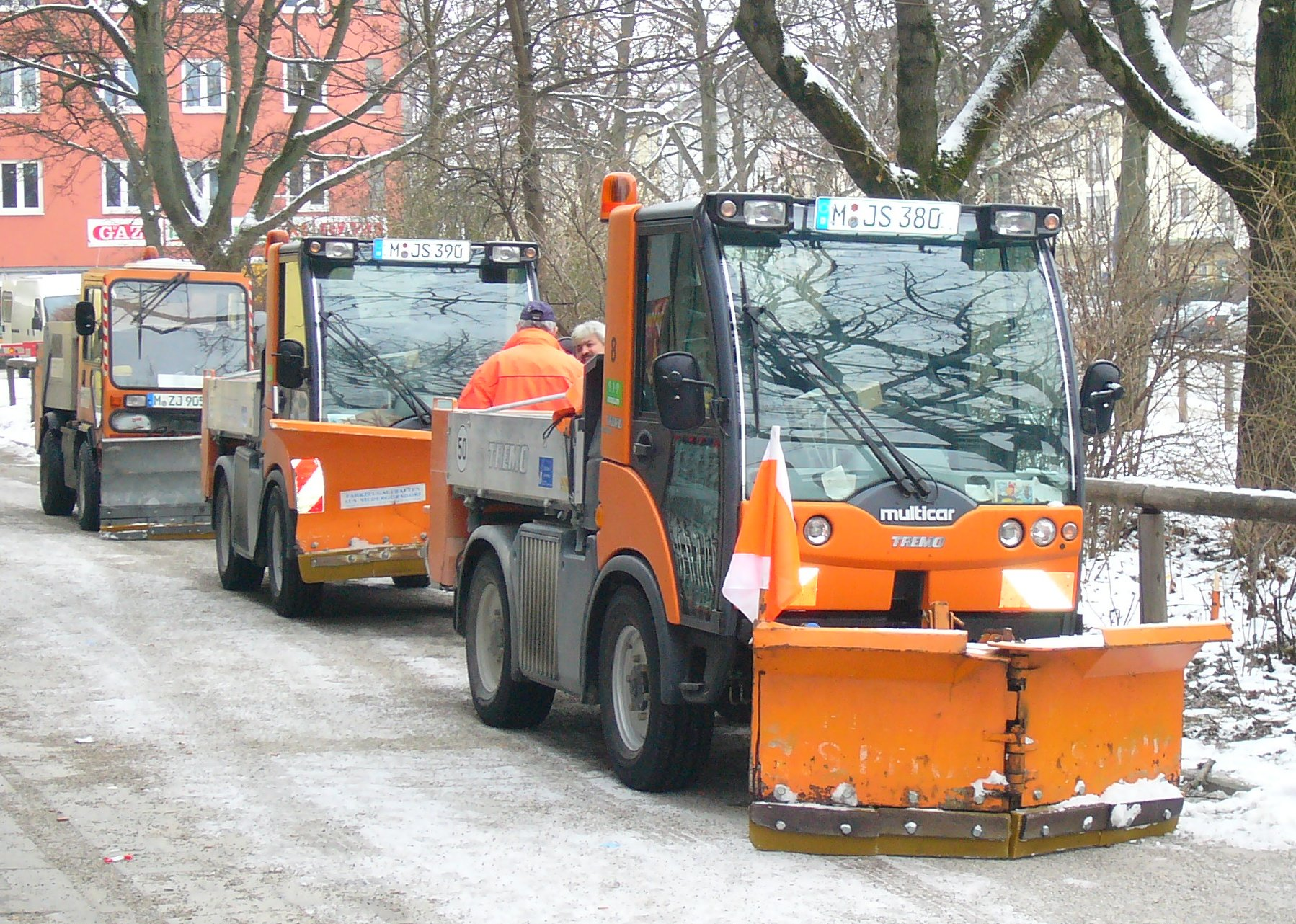
Multicar TREMO
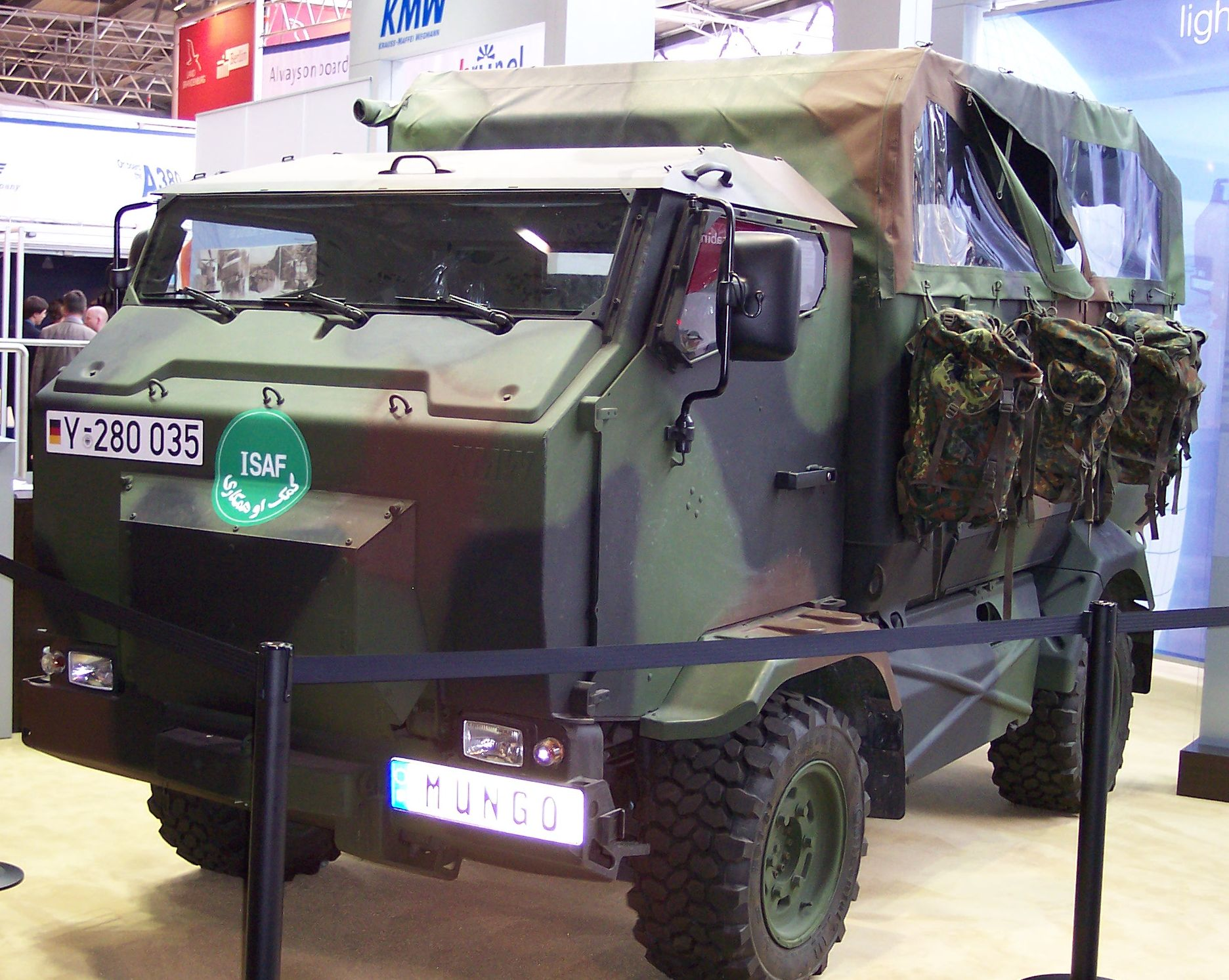
ESK Mungo

## Aktuelle und kürzlich eingestellte Baureihen
Die Baureihe M 31 ist seit 2015 nach E6-Abgasnorm ausgerüstet. Die Produkte M 27, FUMO, der besonders schmale TREMO und teilweise der Reihe M 31 sind mit nach Euro-5-Norm homologierten Motoren ausgerüstet. Multicar setzt unter anderem auf zwei unterschiedliche Common-Rail-Dieselmotoren.
Zum einen dient in den Modellen M 27 sowie TREMO der Volkswagen-Vierzylinder-Dieselmotor EA 189 im Baumuster CJDA als Antrieb, der es bei 3000 min−1 auf 75 kW (102 PS) bringt und in ähnlicher Form auch im facegelifteten VW Crafter, dem VW T5 sowie in zahlreichen Pkw-Modellen des VW-Konzerns (VW, Audi, Škoda, Seat) unter der Bezeichnung 2.0 TDI zum Einsatz kommt. Das maximale Drehmoment dieses Motors von 285 Nm liegt bei 1750 min−1 an. Neben der Euro-5-Version sind die Baureihen TREMO und M 27 in der bislang gesetzlich nicht festgesetzten Homologation EEV lieferbar.
Zum anderen kommt bzw. kam in den Baureihen FUMO und M 31 der Dieselmotor F1C von Fiat Powertrain Technologies (Iveco/FPT F1C) zum Einsatz. Wie der VW-Motor ist auch dieser in Euro-5- sowie EEV-Zertifizierung lieferbar und leistet in den Versionen Tipper, Body und Carrier 107 kW (145 PS) bei 3500 min−1 sowie 320 Nm bei 1400 min−1, im Carrier H hingegen kommt er auf 90 kW (122 PS) bei 3000 min−1 (310 Nm bei ebenfalls 1400 min−1). Er wird baugleich im Iveco Daily eingesetzt.
Die Motoren in der Übersicht:
| Modell | Motortyp                   | Hubraum  | Bohrung × Hub    | Bauart            | Kraftstoffaufbereitung         | Leistung                       | Drehmoment            | Bemerkung                             |
| ------ | -------------------------- | -------- | ---------------- | ----------------- | ------------------------------ | ------------------------------ | --------------------- | ------------------------------------- |
| M 27   | VW EA 189 (Baumuster CJDA) | 1968 cm³ | 81 mm × 95,5 mm  | Reihe 4 4 Ventile | Common-Rail-Direkteinspritzung | 75 kW (102 PS) bei 3500 min−1  | 250 Nm bei 2600 min−1 | Partikelfilter (geschlossenes System) |
| TREMO  | VW EA 189 (Baumuster CJDA) | 1968 cm³ | 81 mm × 95,5 mm  | Reihe 4 4 Ventile | Common-Rail-Direkteinspritzung | 75 kW (102 PS) bei 3000 min−1  | 285 Nm bei 1750 min−1 | Partikelfilter (geschlossenes System) |
| FUMO   | Iveco F1C                  | 2998 cm³ | 95,8 mm × 104 mm | Reihe 4 4 Ventile | Common-Rail-Direkteinspritzung | 107 kW (145 PS) bei 3500 min−1 | 320 Nm bei 1400 min−1 | Partikelfilter (geschlossenes System) |
| FUMO   | Iveco F1C                  | 2998 cm³ | 95,8 mm × 104 mm | Reihe 4 4 Ventile | Common-Rail-Direkteinspritzung | 90 kW (122 PS) bei 3000 min−1  | 310 Nm bei 1400 min−1 | Partikelfilter (geschlossenes System) |
| M 31   | Iveco F1C                  | 2998 cm³ | 95,8 mm × 104 mm | Reihe 4 4 Ventile | Common-Rail-Direkteinspritzung | 107 kW (145 PS) bei 3500 min−1 | 320 Nm bei 1400 min−1 | Partikelfilter (geschlossenes System) |
| M 31   | Iveco F1C                  | 2998 cm³ | 95,8 mm × 104 mm | Reihe 4 4 Ventile | Common-Rail-Direkteinspritzung | 90 kW (122 PS) bei 3000 min−1  | 310 Nm bei 1400 min−1 | Partikelfilter (geschlossenes System) |

Getriebevarianten
Die drei aktuellen Baureihen sind in unterschiedlichen Getriebekonfigurationen erhältlich. Für die Modellreihe FUMO steht neben einem 5-Gang-Schaltgetriebe (Allradversion mit 10-Gang-Schaltgetriebe) ein zweistufiges hydrostatisches Getriebe mit variabler Geschwindigkeitssteuerung zur Wahl. Das 5- bzw. 10-Gang-Schaltgetriebe ist ebenso für das Modell M 27 erhältlich, während der TREMO nur mit stufenlosem Getriebe verfügbar ist.